# Seventh Star
Seventh Star (рус. Седьмая звезда) — двенадцатый студийный альбом группы Black Sabbath, выпущенный в 1986 году. Изначально был написан, записан и предполагался к выпуску как сольный альбом Тони Айомми, однако под давлением звукозаписывающей компании и продюсера группы Дона Ардена альбом был выпущен под именем группы Black Sabbath. На титуле альбома значилось: «Black Sabbath featuring Tony Iommi» (Black Sabbath при участии Тони Айомми). Глен Хьюз, бывший вокалист и басист группы Deep Purple, исполнял вокал, но не играл на бас-гитаре на этом альбоме. В 1985 году Айомми, работая над данным альбомом, записал несколько демоверсий песен с вокалистом Джеффом Фенхольтом. Эти записи доступны на некоторых бутлегах Black Sabbath, в частности на одном из них, под названием Star Of India.

## Информация об альбоме
Так как альбом не был изначально предназначен для Black Sabbath, его звучание непохоже на предыдущие альбомы группы. Многие песни блюзовые и менее тяжелые по звучанию. На этом альбоме клавишник Джефф Николс, записывавшийся и выступавший с группой, начиная с альбома Heaven and Hell, был обозначен как официальный участник коллектива.
Промосингл и видео песни «No Stranger to Love» имеют дополнительную партию вокала, которую Хьюз добавил для «лучшего звучания на радио». В видео снималась актриса Дениз Кросби, которая позже исполняла роль Ташe Яр в фильме «Звёздный путь: Следующее поколение».
Перед началом тура по США Хьюз был травмирован в результате конфликта с концертным менеджером. У певца были повреждены голосовые связки, что привело к резкому ухудшению качества вокала. В результате Хьюз участвовал только в репетиционном выступлении перед представителями прессы и в первых трёх концертах тура. Эти записи сохранились на бутлегах. После этого Хьюз был заменён на американского вокалиста Рэя Гиллена.
Альбом достиг 78 места в хит-параде Billboard 200.
Как и предыдущий альбом группы Born Again, Seventh Star никогда официально не издавался компанией Warner Bros. на CD для продажи в США и Канаде, однако там возможна его загрузка через сервис iTunes.
Переиздан 1 ноября 2010 года в версии Deluxe Edition, включающей дополнительный диск с вокалистом Рэем Гилленом, а также сингл-версию песни «No Stranger To Love»

## Список композиций
Автором всех песен обозначен Тони Айомми, но фактически тексты и музыка были созданы в соавторстве с Гленном Хьюзом, Джеффом Николсом и Джеффом Гликсмэном.

### Сторона 1
1. «In for the Kill» — 3:48
2. «No Stranger to Love» — 4:28
3. «Turn to Stone» — 3:28
4. «Sphinx (The Guardian)» — 1:12
5. «Seventh Star» — 5:20

### Сторона 2
1. «Danger Zone» — 4:23
2. «Heart Like a Wheel» — 6:35
3. «Angry Heart» — 3:06
4. «In Memory…» — 2:35
5. No Stranger To Love (альтернативная версия — только в редакции Deluxe Edition)

### Бонусный диск в изданииDeluxe Edition
Представляет собой концертные записи, сделанные во время выступления группы с вокалистом Рэем Гилленом в концертном зале Hammersmith Odeon, 1986 год:
1. «The Mob Rules»
2. «Danger Zone»
3. «War Pigs»
4. «Seventh Star»
5. «Die Young»
6. «Black Sabbath»
7. «N.I.B.»
8. «Neon Knights»
9. «Paranoid»

## Участники записи
- Тони Айомми — гитара
- Гленн Хьюз — вокал
- Дэйв Спиц — бас-гитара
- Джефф Николс — клавишные
- Эрик Сингер — ударные
- Гордон Копли — бас-гитара (в «No Stranger to Love»)